# Чистяков, Николай Фёдорович
Николай Фёдорович Чистяков — советский военный, государственный и политический деятель, генерал-лейтенант юстиции.

## Биография
Родился в семье рабочих-ткачей 4 января 1914 года в деревне Дроздово Шуйского уезда Владимирской губернии Российской империи (в советское время - Шуйский район Ивановской области, ныне не существует). Русский. Отец работал на «Бумаго-прядильная, ткацкая и ситце-набивная фабрика "Товарищества Шуйской Мануфактуры" М. А. Павлова», погиб в 1915 году на фронте Империалистической войны. Мать много лет проработал ткачихой на фабрике в Шуе.
Окончил восьмилетнюю школу в родной деревне и среднюю школу в Шуе. В 1939 году окончил Московский юридический институт Прокуратуры СССР, работал помощником прокурора Свердловского района города Москва. В апреле 1939 года вступил в ряды ВКП(б), позже ставшей КПСС. 
В октябре 1939 года был призван в Красную Армию Свердловским райвоенкоматом города Москвы. Срочную службу начал в отдельном батальоне связи 128-й стрелковой дивизии в городе Свердловск (Екатеринбург), Уральский военный округ. С весны 1940 года назначен исполняющим обязанности политрука роты связи 717-го стрелкового полка 170-й стрелковой дивизии. 
В 1939—1974 годах — практикант, следователь военной прокуратуры 170-й стрелковой дивизии, следователь военной прокуратуры 62-го стрелкового корпуса, следователь, и. о. прокурора 174-й стрелковой дивизии, помощник прокурора 31-й армии, прокурор 133-й стрелковой дивизии, начальник следственной части разведотдела 31-й армии, член военного трибунала Юго-Западного округа ПВО, инспектор Управления военных трибуналов сухопутных войск, старший инспектор отдела обобщения Главного управления военных трибуналов Министерства юстиции СССР, начальник канцелярии МЮ СССР, заместитель начальника Управления кадров ГУВТ МЮ СССР, инструктор сектора органов юстиции и прокуратуры отдела административных и торгово-финансовых органов ЦК КПСС, начальник Следственного управления КГБ при СМ СССР, председатель Военной коллегии Верховного Суда СССР, начальник Управления военных трибуналов МЮ СССР.
Работал в следственной группе по делу сбитого, в мае 1960 года, американского лётчика-разведчика Пауэрса, принимал непосредственное участие в расследовании дела предателя Пеньковского, целого ряда дел задержанных или сбитых в воздушном пространстве Советского Союза шпионов. Делегат XXIV съезда КПСС. Вышел в отставку в апреле 1964 года в звании генерал-лейтенант юстиции.
Жил в городе Москве. Умер 23 сентября 2008 года. Похоронен на Троекуровском кладбище, участок № 14.